# Ethan Batt
Pour les articles homonymes, voir Batt.
Ethan Batt, né le 20 août 1998 à Nelson, est un coureur cycliste néo-zélandais.

## Palmarès
- 2015
  - Prologue et 1re étape du Tour de Southland juniors
  - 3e du Tour de Southland juniors
- 2016
  - Tour de Southland juniors :
    - Classement général
    - Prologue, 4e et 5e étapes
- 2019
  - 1re étape des Calder Stewart Cycling Series
  - 2e étape du Tour de Vysočina
  - 2e du championnat de Nouvelle-Zélande du critérium
- 2020
  - 2e du championnat de Nouvelle-Zélande du contre-la-montre espoirs
- 2025
  - 10e et 13e étapes de la HTV Cup

## Classements mondiaux
| Année                                 | 2019  | 2020  | 2021  | 2022  | 2023  | 2024  |
| ------------------------------------- | ----- | ----- | ----- | ----- | ----- | ----- |
| Classement mondial                    | 2475e | 1222e | 2339e | 2217e | 1682e | 3392e |
| UCI Oceania Tour                      | 115e  | 65e   | 80e   | 96e   | 81e   | nc    |
|                                       |       |       |       |       |       |       |
| Légende : nc = non classéSource : UCI |       |       |       |       |       |       |